# Carol Lewis
Carol LeGrant Lewis, po mężu Zilli (ur. 8 sierpnia 1963 w Birmingham, w stanie Alabama) – amerykańska lekkoatletka, medalistka mistrzostw świata w skoku w dal, dwukrotna uczestniczka letnich igrzysk olimpijskich (Los Angeles 1984, Seul 1988).
Największym sukcesem na międzynarodowych zawodach było zdobycie brązowego medalu podczas Mistrzostw Świata (Helsinki 1983). Jej rekord życiowy wynosi 7,04 m i został ustanowiony 21 sierpnia 1985 w Zurychu.
Jest młodszą siostrą Carla Lewisa, jednego z najwybitniejszych lekkoatletów w historii, 9-krotnego mistrza olimpijskiego i 8-krotnego mistrza świata.